# Friedrich Zarncke
Friedrich Karl Theodor Zarncke (7. července 1825 Zahrendorf – 15. října 1891 Lipsko) byl německý germanista a univerzitní profesor.

## Život
Zarncke pocházel z rodiny meklenburského duchovního. Svá vysokoškolská studia započal roku 1844 na rostocké univerzitě, odkud následujícího roku přestoupil na univerzitu v Lipsku, kde navštěvoval přednášky německých filologů, zejména Gottfrieda Hermanna a Morize Haupta. Od roku 1846 navštěvoval na Humboldtově univerzitě v Berlíně přednášky Karla Lachmanna.
V roce 1850 se vrátil na Lipskou univerzitu, založil literárně-historické periodikum Literarische Centralblatt für Deutschland, roku 1852 se habilitoval a o dva roky později se stal stálým členem Saské akademie věd. Roku 1858 se stal řádným profesorem německého jazyka a literatury a to i přes námitky Heinricha Wuttkeho, který jeho dosavadní vědecké práce neshledával dostačující k získání řádné profesury. Tři funkční období zastával Zarncke funkci rektora lipské univerzity (1869/70, 1870/7 a 1881/82), během čehož roku 1878 spoluzaložil buršácký spolek Plessavia Leipzig. V roce 1879 byl přijat jako zahraniční člen do Bavorské akademie věd. Od roku 1890 působil také jako čestný člen lipského buršáckého spolku Der Rote Löwe.
V rámci svého výzkumu se Friedrich Zarncke zabýval zejména Goethovým dílem (od 70. let 19. století), odkazem německého humanisty Sebastiana Branta, vývojem německého jazyka a literatury (zejména poezie) a dějinami lipské univerzity, ke kterým vydal edici pramenů, zcela stěžejní i pro současný výzkum historie lipského univerzitního školství.
Zarnckeho hrob se nachází na Starém svatojánském hřbitově v Lipsku ve čtvrtém oddělení.